# Zec (Winnie Pooh)
Zec je lik iz crtanog filma Velike pustolovine Winnieja Pooha koji je napisao engleski pisac A.A.Milne.

## Podaci o liku
- Boja očiju: crna
- Boja dlake: zelenožuta
- Vrsta: zec
- Vjernost: nikome (malo je samouvjeren)
- Glumac: Junius Matthews
- Prvo pojavljivanje: Velike pustolovine Winnieja Pooha

## Opis lika
Zec je samouvjeren. Ne vjeruje nikome jer ga uvijek uvale u probleme. Ima najveći i najljepši vrt u šumi jer se brine o njemu. Najviše se brine o mrkvama. Dobar je prijatelj i pomaže drugima iako mu drugi uzvrate tako da mu unerede vrt.

## Zanimljivosti o liku
Omiljena hrana mu je povrće (osobito mrkve). Svi su mu jednaki prijatelji. Živi sam. Najdraže što kaže je: "Not again. Oh my goodnos" tj. na hrvatski jezik: "Ne opet. O moj Bože".